# Kapellen der Burg Clam

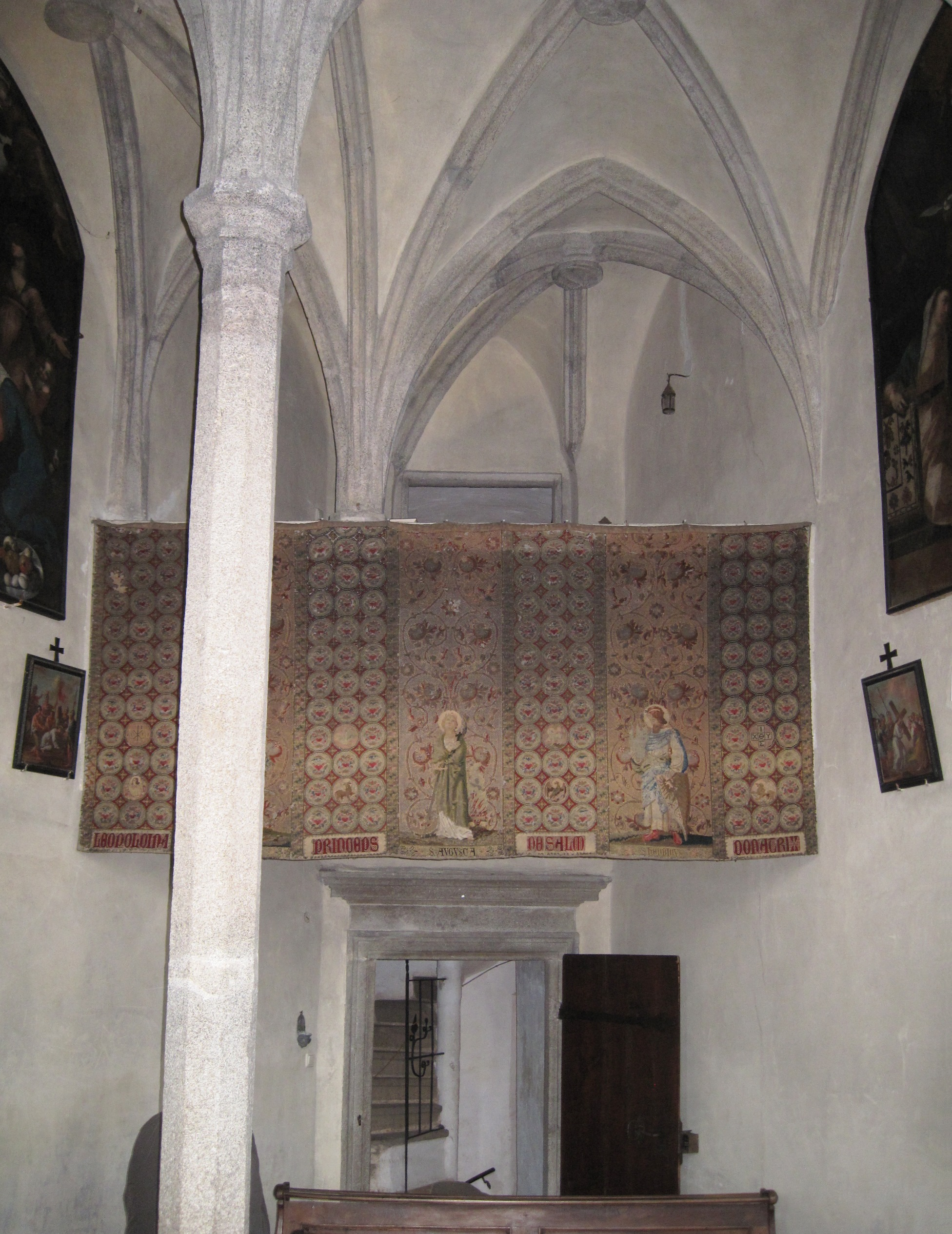
Kapelle aus dem 15. Jahrhundert (Empore)

Die beiden Kapellen der Burg Clam befinden sich im Inneren der Burg Clam im Bezirk Perg in Oberösterreich.
Während die ältere Kapelle seit dem 15. Jahrhundert nicht mehr in Gebrauch ist und erst im 20. Jahrhundert wiederentdeckt und restauriert wurde, wird die am Ende des 15. Jahrhunderts erbaute Kapelle seither durchgehend genutzt.

## Kapelle aus dem 14. Jahrhundert
1934 wurde im vierten Stock des Palas der Burg Clam eine ehemalige Kapelle mit großflächigen Wandmalereien aus dem Jahr 1370 entdeckt.
Neben Ornamenten werden Darstellungen aus der Bibel und Bilder von Heiligen gezeigt. Die Malereien entstanden unter dem Einfluss der Böhmischen Schule (Meister von Wittingau). Die Freskenwaren unter einer Putzschicht erhalten geblieben und wurden 1951 von Josef Fastl restauriert.
Andreas Hauser, der seinerzeitige Besitzer der Burg Clam, bekam 1360 anlässlich einer Reise als Abgesandter von Herzog Rudolf dem Stifter zu Papst Innozenz VI. nach Avignon die päpstliche Bewilligung mit einer Messlizenz für die Kapelle in seiner Burg.

## Gotische Kapelle aus dem 15. Jahrhundert
Das Bauwerk
Die nach wie vor in Verwendung stehende Burgkapelle mit dem Patrozinium Kreuzauffindung befindet sich im 1. Stock zwischen den beiden, nach Osten hervortretenden Türmen des gotischen Osttrakts der Burg, der zwischen 14. und 16. Jahrhundert über dem Steilabfall zum Klambach errichtet worden war. Der dreiseitige Grundriss der ab 1420 gebauten und 1491 eingeweihten Kapelle ergibt sich aus der Lage zwischen den beiden Türmen. Der Chor der Kirche wurde 1630 als Polygonal-Erker mit spätgotischen Spitzbogenfenstern ergänzt. Kapelle und Chor verfügen über Kreuzrippengewölbe mit diversen Schlusssteinen (Stern, Rosette, Schwurhand Gottes, Lamm Gottes).
Die Einrichtung

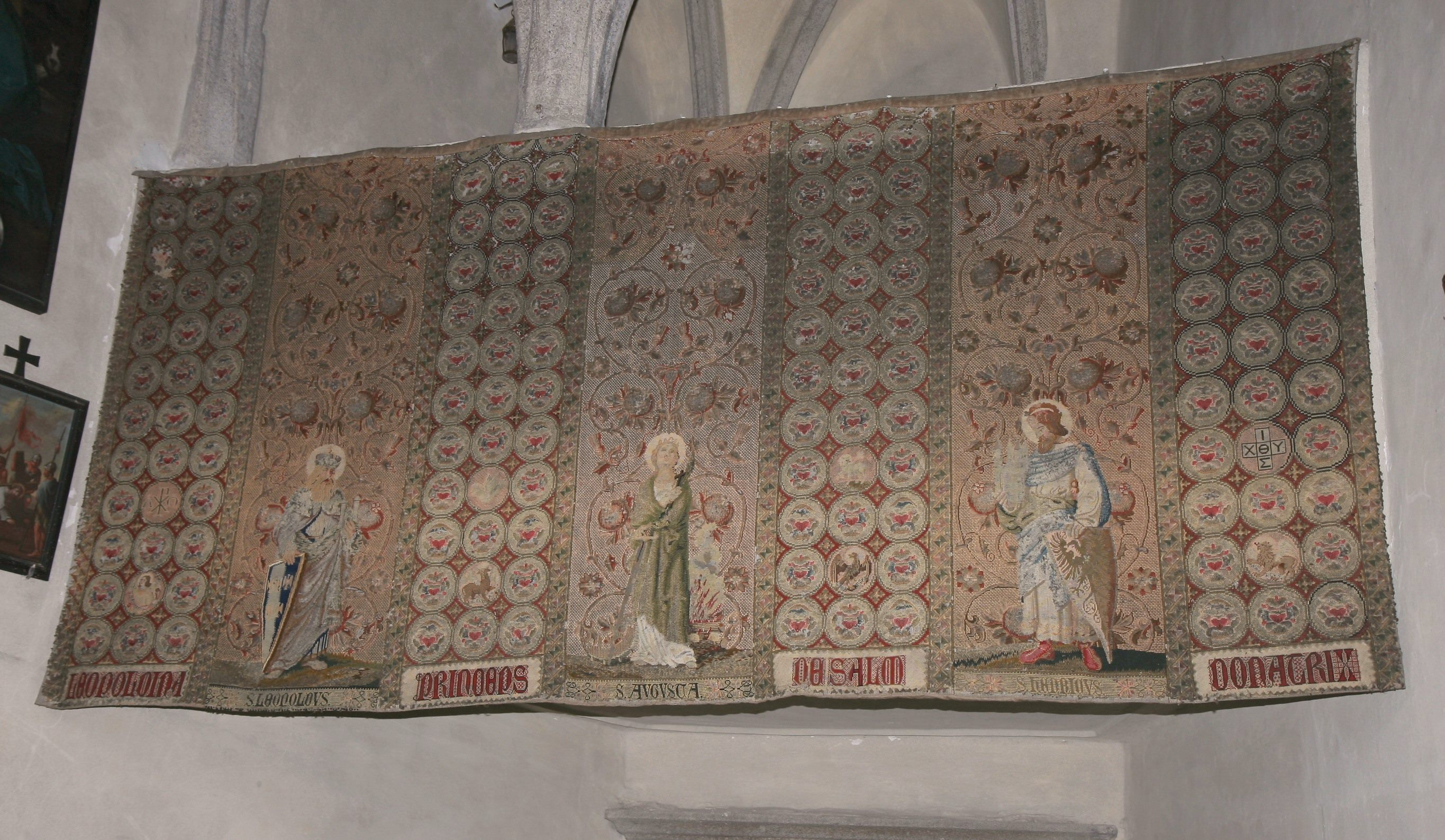
Gobelin mit Darstellung von Leopold, Helena Augusta und Heinrich

Der Altar aus dem Jahr 1631 wurde vom Linzer Holzschnitzer Hans Heinz geschaffen und verfügt über eine Kreuzigungsgruppe auf einem Sockel u. a. mit den Wappen der Familien Clam und Kageneck. Im Antependium stehen Josef und Jesus. Die linke Altarfigur stellt Johannes den Evangelisten dar. Rechts vom Altar stehen beinahe lebensgroße Figuren von Petrus und Paulus aus der Schwanthaler-Werkstatt. An der Südwestwand der Kapelle ist das aus rotem Adneter Marmor gefertigte Grabdenkmal für Christoph Perger zu Clam dem Jüngeren (1530 bis 1581) zu sehen. Über der Emporen-Brüstung hängt ein Gobelin mit Darstellung der Heiligen Leopold, Helena Augusta und Heinrich. Dieser wurde in dreijähriger Arbeit von Auguste von Salm-Reifferscheidt, der Gattin von Heinrich Jaroslaw Clam-Martinic, hergestellt. Die Bilder an der Nordwand und an der Südwestwand wurden 1637 von Wandermaler Christoph Fuchs aus Regensburg gemalt und zeigen Christi Auferstehung, Verkündigung, Pfingstwunder und Christi Geburt mit Anbetung der Hirten. Weiters befindet sich an der Nordwand eine Inschriftplatte für Johannes Franz von Clam, der in der Schlacht von Salankamen gefallen ist. Des Weiteren ist dort eine gotische Figurengruppe Anna selbdritt vom Beginn des 15. Jahrhunderts zu sehen.